# Томаш Оклещек
Томаш Оклещек (на чешки: Tomáš Okleštěk) е чешки футболист, полузащитник, външен ляв халф на ПФК Миньор (Перник).
Юноша е на ФК Бърно, Чехия. Играл е за Зборьовка (Бърно) и като преотстъпен в Зенит (Чеслав).
Има 24 мача за различни младежки гарнитури на Чешкия национален отбор по футбол, отбелязал е един гол.
През 2011 година пристига в България, където подписва с ПФК Миньор (Перник).
Дебютира за българския тим на 27 февруари 2011 година, в мача срещу ПФК Литекс (Ловеч), загубен с 0 – 3 в Перник.